# Lista participanților la emisiunea TV Wetten, dass ..?
Wetten, dass..? (Punem pariu...) este o emisiune TV germană, care a fost frecvent moderată de Thomas Gottschalk. Pe scurt tema  emisiuni este în legătură cu un pariu, dacă o anumită persoană reușește să realizeze o performanță. Thomas Gottschalk s-a retras, ca urmare a unui accident tragic care a avut loc în timpul emisiunii la începutul anului 2011.
| Serialul | Data               | Locul                       | Participanți | Artiști |
| -------- | ------------------ | --------------------------- | --- | --- |
| 1        | 1981 februarie 14  | Düsseldorf                  | - Petra Lich - Günter Moritz - Curd Jürgens - Barbara Valentin | - Hermann Prey So ist mein Leben - Engelbert The Last Waltz, Quando, It’s Not - Gran Picasso Jongleur |
| 2        | 1981 aprilie 4     | Mainz                       | - Rudi Carrell - Wolfgang Thöne - Hermann Lohmann - Denise Biellmann - Jockel Fuchs | - Vicky Leandros Theo, wir fahr’n nach Lodz |
| 3        | 1981 mai 16        | Viena                       | - Fritz Eckhardt - Dieter Mansperger - Eike Christian Hirsch - Karlheinz Böhm - Günther Beisse | - Ireen Sheer & Gilbert Bécaud Liebe auf Eis |
| 4        | 1981 iunie 27      | Siegen                      | - Elizabeth Teissier - Helge Methmann - Mario Adorf - Jürgen von der Lippe - Lothar Balzer | - Donovan Mellow Yellow, The Heights |
| 5        | 1981 septembrie 19 | Böblingen                   | - Udo Sopp - Daliah Lavi - Lilli Palmer - Niki Lauda | - Anthony Quinn Life Itself Will Let You Know, I Love You - Daliah Lavi Wer hat mein Lied so zerstört, Flüster, Oh, wann kommst Du |
| 6        | 1981 octombrie 31  | Kaiserslautern              | - Friedrich Nowottny - Cornelia Froboess - Peter Kraus - Gunter Sachs | - Roland Kaiser Dich zu lieben |
| 7        | 1981 decembrie 12  | Hagen                       | - Heinz Schenk - Christiane Krüger - Mike Krüger - Urs Kliby und Caroline | - René Kollo Freunde, das Leben ist lebenswert - Udo Jürgens Once In A While, Der gekaufte Drachen - Barry Manilow Copacabana, Let’s Hang On |
| 8        | 1982 februarie 6   | Augsburg                    | - Hans-Jürgen Bäumler - Volker Hauff - Thomas Gottschalk - Senta Berger | - Mireille Mathieu Der Clochard, People - Rolf und seine Freunde … und ganz doll mich |
| 9        | 1982 aprilie 3     | Mainz                       | - Roberto Blanco - Nadja Tiller - Walter Giller - Norbert Schramm | - Roberto Blanco Rock’n Roll ist gut für die Figur - Nana Mouskouri Domenica |
| 10       | 1982 mai 15        | Siegen                      | - Luigi Colani - Barbara Dickmann - Rainer Holbe - Franz Beckenbauer | - Heather Parisi Cicale - Peter Maffay Eiszeit - Gilbert Bécaud C’est En Septembre - Otto Waalkes Comedian |
| 11       | 1982 septembrie 4  | Ludwigshafen                | - Beatrice Richter - Harry Valérien - Stephan Remmler - Emil Steinberger | - Adriano Celentano Giornata Nein - Nicole Papillon - Karat Ich liebe jede Stunde |
| 12       | 1982 octombrie 16  | Offenburg                   | - Ulrike Meyfarth - Richard Stücklen - Reinhold Messner - Nastassja Kinski | - Julio Iglesias Nathalie, Amor - John Denver Country Roads Take Me Home |
| 13       | 1982 decembrie 11  | Hagen                       | - Edda Moser - Günter Netzer - Heidi Kabel - Johannes Mario Simmel | - Rolf und seine Freunde Lieber guter Weihnachtsmann - Jerry Lewis Be My Love - Howard Carpendale Bilder meines Lebens |
| 14       | 1983 februarie 19  | Basel                       | - Liselotte Pulver - Alfred Biolek - Waltraut Haas - Jürgen Hingsen | - Syrinx & Simona Lecon De Flüte, Oh Susanna - Gitte Ich will alles |
| 15       | 1983 aprilie 16    | Augsburg                    | - Harald Juhnke - Dagmar Koller - Franz Alt - Alain Delon | - Johnny Cash Ring Of Fire, Riders In The Sky - Reinhard Mey Ich habe nie mehr Langeweile - Geier Sturzflug Brutto Sozialprodukt |
| 16       | 1983 mai 28        | Saarbrücken                 | - Dieter Thomas Heck - Erich von Däniken - Ingrid Steeger - Norbert Blüm | - Corinne Hermès Si La Vie Est Cadeau, Liebe gibt und nimmt - Roland Kaiser Ich will dich - Wall Street Crash Ain’t She Sweet |
| 17       | 1983 septembrie 3  | Berlin                      | - Bud Spencer und Terence Hill - Peter Weck - Maria Schell - Günter Pfitzmann | - Agnetha Fältskog The Heat Is On, Wrap Your Arms Around Me - Cliff Richard We Don’t Talk Anymore |
| 18       | 1983 octombrie 15  | Mainz                       | - Joachim Fuchsberger - Elke Sommer - Volker Lechtenbrink - Max Merkel | - Isabel Varell Baby Rock’n Roll - Spider Murphy Gang Mir san a bayrische Band - Udo Jürgens Die Sonne und du |
| 19       | 1983 decembrie 10  | Wiesbaden                   | - Peter Boenisch - Sascha Hehn - Thekla Carola Wied - Karl-Heinz Rummenigge | - René Kollo und Anneliese Rothenberger Oh, du fröhliche - Milva Hurra, wir leben noch - Karel Gott Weiße Weihnacht - Frank Stallone Far From Over |
| 20       | 1984 februarie 18  | Ludwigshafen                | - Burkhard Driest - Hanni Wenzel - Tina Riegel - Walter Scheel | - Dschinghis Khan Ole ole, Corrida - Dieter Hallervorden Der Doppelgänger |
| 21       | 1984 aprilie 14    | Saarbrücken                 | - Willy Millowitsch - Peter Angerer - Carolin Reiber - Michel Piccoli | - Caterina Valente Männer brauchen Liebe - Chor der deutschen Spitzensportler Unter der Sonne von Kalifornien |
| 22       | 1984 mai 19        | Kiel                        | - Götz George - Johanna von Koczian - André Heller - Pamela Sue Martin | - Herreys Diggi Loo, Diggi Ley - Stephan & Nina Feuerwerk |
| 23       | 1984 septembrie 1  | Ravensburg                  | - Georg Leber - Heidelinde Weis - Peter Hofmann - Lennart Bernadotte | - Angelika Milster Er allein - Alphaville Sounds Like A Melody - Herbert Grönemeyer Männer, Flugzeuge im Bauch |
| 24       | 1984 octombrie 27  | Mainz                       | - Niki Lauda - Günter Strack - Pierre Richard - Evelyn Hamann | - Romano Kleine Julia - Chris de Burgh I Love The Night - John James & Heidi Brühl This Time |
| 25       | 1984 decembrie 15  | Bremen                      | - Fred Sinowatz - Sabine Sauer - Dieter Kürten - Uschi Glas | - Rondò Veneziano Tiziano - Falco und Désirée Kann es Liebe sein - Leonard Cohen Halleluja |
| 26       | 1985 februarie 9   | Dortmund                    | - Dieter Hallervorden - Gudrun Landgrebe - Klaus Schlappner - Jürgen von der Lippe | - Rainhard Fendrich Haben Sie Wien schon bei Nacht gesehen - Die Mini-Stars Dance All Over The World - Dionne Warwick Without Your Love |
| 27       | 1985 martie 30     | Innsbruck                   | - Helmut Zilk - Brooke Shields - Franz Beckenbauer - Jean-Paul Belmondo | - Wencke Myhre Keep Smiling - Tina Turner I Can’t Stand The Rain - Shirley Bassey If You Don’t Understand - Culture Club Love Is Love |
| 28       | 1985 mai 18        | Saarbrücken                 | - Freddy Quinn - Hannelore Elsner - Pierre Littbarski - Friedrich Nowottny | - Howard Carpendale Shine On - Matt Bianco Half A Minute - Modern Talking You Can Win If You Want |
| 29       | 1985 septembrie 21 | Basel                       | - Margot Werner - Willy Bogner junior - Georg Thomalla - Boris Becker | - Laura Branigan Spanish Eddie - Trio Drei gegen Drei - Peter Maffay Diese Sucht, die Leben heißt |
| 30       | 1985 octombrie 26  | Böblingen                   | - Klausjürgen Wussow - Caterina Valente - Christine Kaufmann - Lothar Späth | - José Carreras - Richard Clayderman Elvira Madigan - Robin Gibb Like A Fool - Udo Jürgens Urlaub im Süden |
| 31       | 1985 decembrie 14  | Hannover                    | - Marianne und Michael - Géza von Cziffra - Shari Belafonte-Harper - Franz Josef Strauß | - Vicky Leandros Wunderbar - Roger Whittaker Weihnachtslieder-Medley - Jennifer Rush Destiny |
| 32       | 1986 februarie 15  | Offenburg                   | - Johannes Rau - Gina Lollobrigida - Markus Wasmeier - Gloria von Thurn und Taxis | - Mireille Mathieu Schau mich bitte nicht so an - BAP Ahl Männer, aalglatt - Peter Hofmann Liebe pur - Hollywood Love Affair Don’t Talk About Midnight |
| 33       | 1986 aprilie 12    | Saarbrücken                 | - Horst Tappert - Rita Süssmuth - Anja Kruse - Otto Rehhagel | - Sheila E. A Love Bizarre - Peter Alexander & Deutsche Fußball-Nationalmannschaft Mexiko Mi Amor |
| 34       | 1986 mai 10        | Dortmund                    | - Heinz Sielmann - Brigitte Mira - Czeslaw Sajdak - Manfred Krug | - Chris de Burgh Fire On The Water - Herbert Grönemeyer Kinder an die Macht - Sandra Kim J’Aime La Vie - Rod Stewart Love Touch - John Denver Don’t Close Your Eyes Tonight |
| 35       | 1986 septembrie 27 | Basel                       | - Helmut Fischer - Helga Feddersen - Falco - Steffi Graf | - Tina Turner Typical Male - Udo Jürgens und René Kollo Musik war meine erste Liebe - Roland Kaiser Sie lebt in Dir - Milva Du gibst mir mehr |
| 36       | 1986 noiembrie 8   | Linz                        | - Gerhard Berger - Josef Meinrad - Michele Placido - Senta Berger | - Rainhard Fendrich Alles was Du willst - Engelbert Torero - Patti LaBelle Something Special - Gianna Nannini Bello E Impossibile |
| 37       | 1986 decembrie 13  | Hagen                       | - Howard Carpendale - Veronica Carstens - Klaus von Klitzing - Gunilla Gräfin von Bismarck | - Nana Mouskouri Gib einem Kind die Hand - Joe Cocker Now That You’ve Gone |
| 38       | 1987 februarie 21  | Bremerhaven                 | - Karl Dall - Jutta Ditfurth - Jan Niklas - Jane Fonda | - Alice Nomadie - Münchener Freiheit Herz aus Glas - Vienna Symphonic Orchestra Project Rock Me Amadeus |
| 39       | 1987 aprilie 4     | Berlin                      | - Eberhard Diepgen - Iris Berben - Dieter Kronzucker - Paloma Picasso | - Stephan Remmler - Audrey & Judy Landers Teach Me How To Rock - Carol Rich Moitie Moitie - Gary Lux Nur noch Gefühl - Santana Veracruz - Wind Lass’ die Sonne in Dein Herz |
| 40       | 1987 septembrie 26 | Hof                         | - Robert Lembke - Pierre Littbarski - Gunter Sachs - Thomas Fritsch mit Roberto Blanco und Roland Kaiser | - Shari Belafonte What Do You Think I Am - Bee Gees You Win Again - Howard Carpendale Laura Jane - Dance Company Song And Dance |
| 41       | 1987 octombrie 31  | Kiel                        | - Ulrike Wolf mit Ulrike von Möllendorff und Sabine Christiansen - Ephraim Kishon - Brigitte Nielsen und Christopher Lee - Peter O’Toole | - Cher I Found Someone - Brigitte Nielsen Everybody Tells A Story - Peter Maffay Bedtime Story - Mike Oldfield & Bonnie Tyler Islands |
| 42       | 1987 noiembrie 28  | Saarbrücken                 | - Richard Burt - Ruth Maria Kubitschek - Franz Xaver Kroetz - Marie-Theres Relin | - Chris de Burgh The Simple Truth - Rolf und seine Freunde In der Weihnachtsbäckerei - Volker Lechtenbrink Ich kann gewinnen |
| 43       | 1987 decembrie 20  | Ludwigshafen                | - Elke Sommer - Justus Frantz - Carolin Reiber - Dolph Lundgren | - Paul McCartney Once Upon Along Ago - Güher und Süher Pekinel Westside Story |
| 44       | 1988 ianuarie 23   | Basel                       | - Désirée Becker-Nosbusch - Harald Juhnke - Christopher Lambert - Götz George | - Nina Corti Flamenco - José Feliciano The Sound Of Vienna - Ornella Muti Then There Was You |
| 45       | 1988 februarie 27  | Bremerhaven                 | - Klaus Maria Brandauer - Dieter Hallervorden - André Heller - Mütter von Marina Kiehl, Heidi Zurbriggen und Anita Wachter | - Stefan Waggershausen Im Auge des Taifuns - Erste Allgemeine Verunsicherung An der Copacabana - Paul Anka Having My Baby - Manhattan Transfer Soul Food To Go |
| 46       | 1988 aprilie 2     | Berlin                      | - Loriot - Klaus Bresser - Nina Hagen - Franz Beckenbauer | - Engelbert Under The Man In The Moon - Nina Hagen Ich bin ein Berliner - Udo Jürgens Eis zu Feuer - Milva Wenn der Wind sich dreht |
| 47       | 1988 mai 14        | Münster                     | - Alice Schwarzer - Rudi Carrell - Friedensreich Hundertwasser - Giorgio Moroder | - Céline Dion Ne Partez Pas Sans Moi - Elton John I Don't Wanna Go On with You Like That - Jürgen Marcus Liberation Day |
| 48       | 1988 septembrie 3  | Stuttgart                   | - Sepp Maier und Eike Immel - Maria Kalinina - Jürgen Prochnow - Terri Garber | - Herbert Grönemeyer Halt mich - BAP Fortsetzung folgt - Nana Mouskouri Gloria Eterna - Olivia Newton-John The Rumour |
| 49       | 1988 octombrie 8   | Linz                        | - Reinhold Messner - Dagmar Koller - Arnold Schwarzenegger - Der deutsche Gold-Achter im Rudern | - Münchener Freiheit Diana - Billy Ocean Stand And Deliver - Stephan Remmler Keine Angst hat der Papa mir gesagt - Jennifer Rush You’re My One And Only |
| 50       | 1988 noiembrie 5   | Duisburg                    | - Alfred Biolek - Sunnyi Melles - Henri Nannen - Michael York | - Phil Collins Two Hearts - Falco Satellite To Satellite - Roland Kaiser Nachgefühl |
| 51       | 1988 decembrie 3   | Hagen                       | - Rita Süssmuth - Gert Haucke - Hildegard Knef - José Carreras | - a-ha You Are The One - José Carreras Misa Criolla, Ave Maria - Juliane Werding Tarot |
| 52       | 1989 ianuarie 28   | Offenburg                   | - Harry Valérien - Claudia Leistner - Mike Krüger - Klaus Löwitsch | - Chris de Burgh Sailing Away - Al Jarreau I Must Have Been A Fool - Parrish & Toppano Song In My Heart |
| 53       | 1989 martie 4      | Hof                         | - Karlheinz Böhm - Gloria von Thurn und Taxis - Anna Wimschneider und Albert Wimschneider - Peter Fonda | - Four Tops Loco In Acapulco - David Hasselhoff I’ve Been Looking For Freedom - Tom Jones Kiss |
| 54       | 1989 aprilie 8     | Saarbrücken                 | - Iris Berben - Peter Kraus - Wolf Biermann - Alain Delon | - Robin Beck First Time, Save Up All Your Tears - Peter Kraus Rock’n Roll Party - Munich Symphonic Sound Orchestra It’s A Sin, We Are The… |
| 55       | 1989 mai 13        | Innsbruck                   | - Nelson Piquet - Peter Weck - Gerti Senger - Julio Iglesias | - Deborah Sasson Carmen, Passion And Pain - Julio Iglesias Latino Medley - Hand in Hand |
| 56       | 1989 iunie 10      | Dortmund                    | - Peter Scholl-Latour - Mary - Ilse Werner - Gennadi Gerassimow | - Don Johnson Tell It Like It Is - Eartha Kitt Cha Cha Heels - Jürgen von der Lippe Comedian - Scott Dorsey & Luisa Dorsey Love Is Gonna Last Forever |
| 57       | 1989 septembrie 30 | Oldenburg                   | - Ion Țiriac - Udo Jürgens - Slawa Saizew - Jane Fonda | - Klaus Lage Zurück zu Dir - Kaoma Lambada - Udo Jürgens Wie im Himmel so auf Erden |
| 58       | 1989 noiembrie 4   | Basel                       | - Andreas Lukoschik - Senta Berger - Vico Torriani - Liza Minnelli | - Peter Maffay Tiefer - Shari Belafonte Give A Little Love - Liza Minnelli Losing My Mind - Georgisches Staatsballett Tanzshow |
| 59       | 1989 decembrie 9   | Hannover                    | - Marianne Sägebrecht - Cliff Richard - Hannelore Kohl - Peter Alexander | - Cliff Richard Lean On You - Peter Alexander Was sind schon 60 Jahre - Bolschoi-Orchester Der sterbende Schwan - Cyndi Lauper Heading West |
| 60       | 1990 ianuarie 6    | Wiesbaden                   | - Christine Kaufmann - Witta Pohl - Bischof Karl Lehmann - Bo Derek | - Tanita Tikaram We Almost Got It Together - Howard Carpendale Sie hatten Blumen in den Haaren - Gilbert Bécaud Avec Vingt Ans de Moins |
| 61       | 1990 martie 3      | Duisburg                    | - Georg Thomalla - Frank Elstner - Mickey Rourke - Grace Jones | - Stefan Waggershausen und Viktor Lazlo Das erste Mal tat’s noch weh - Jennifer Rush Wings Of Desire - Rod Stewart Down Town Train - Grace Jones Amado Mio |
| 62       | 1990 aprilie 7     | Hof                         | - Uschi Glas - Hape Kerkeling - Eddi Arent - John Travolta | - Gloria Bruni Cry For Me - Joan Baez Hand To Mouth - Eros Ramazzotti Se Bastasse Una Canzone - Erste Allgemeine Verunsicherung Ding Dong |
| 63       | 1990 septembrie 15 | Saarbrücken                 | - Siegfried und Roy - David Hasselhoff - Katarina Witt - Bette Midler | - Reinhard Mey Alle Soldaten woll’n nach Haus - David Hasselhoff Crazy For You - Toto Out Of Love - a-ha Crying In The Rain |
| 64       | 1990 noiembrie 3   | Linz                        | - Rosi Mittermaier mit Christa Kinshofer und Regina Örtl - Thomas Muster - Manfred Krug - John Malkovich | - Bo Katzman Celebration Day - Milli Vanilli Keep On Running - Steve Winwood One And Only Man - Münchener Symphonic Sound Orchestra Let It Be, While My Guitar Gently Weeps |
| 65       | 1990 decembrie 15  | Emden                       | - Peter Weck - Lotti Huber - Karl Lagerfeld - Otto Waalkes | - Marius Müller-Westernhagen Freiheit - Royal Philharmonic Orchestra Groovy Kind Of Love - Phil Collins Do You Remember - Elton John You Gotta Love Someone |
| 66       | 1991 martie 2      | Duisburg                    | - Harald Juhnke - Hella von Sinnen - Armin Mueller-Stahl - Peter Ustinov | - Bee Gees Secret Love - BAP Vis-a-vis - Rod Stewart Rhythm Of My Heart - Mike Oldfield Heaven’s Open |
| 67       | 1991 aprilie 13    | Berlin                      | - Willy Millowitsch - Michael Groß - Vanessa Redgrave - Stéphanie von Monaco | - Simple Minds Let There Be Love - Blue System Lucifer - Cliff Richard und Alexander Mezek To A Friend - Stéphanie von Monaco Irresistible |
| 68       | 1991 iunie 29      | Xanten                      | - Rudi Carrell - Gunther Emmerlich - Pit Weyrich - Carolin Reiber - Wolfgang Lippert - Fritz Egner - Michael Schanze | - Scorpions Wind Of Change - Herbert Grönemeyer Haarscharf - Heinz Rudolf Kunze Alles gelogen |
| 69       | 1991 septembrie 21 | Saarbrücken                 | - Glenn Close - Karl Dall - Anthony Perkins - Arnold Schwarzenegger | - Barry Ryan mit Gary Brooker und Orchester - Peter Maffay Ich will bei Dir sein - David Hasselhoff Gypsi Girl - Simply Red Something Got Me Started |
| 70       | 1991 noiembrie 2   | Basel                       | - Claudia Schiffer und Gunter Sachs - Wolfgang Petersen - Pierre Brice - Terence Hill | - Plácido Domingo Somewhere - Tina Turner The Way Of The World - Tony Christie Sweet Sept. - Neil Diamond Don’t Turn Around |
| 71       | 1991 decembrie 14  | Kiel                        | - Björn Engholm - Marie-Luise Marjan - Katrin Krabbe - Phil Collins mit Mike Rutherford und Tony Banks | - Genesis No Son Of Mine - Joe Cocker I Can Hear The River - Russisches Staatsballett Tanzshow - Munich Philharmonic Orchestra Abba-Medley |
| 72       | 1992 ianuarie 25   | Saarbrücken                 | - Oskar Lafontaine - Christopher Lambert und Diane Lane - Hansjörg Felmy - Roy Disney | - Gunther Emmerlich Jetzt ist es zu spät - Julian Lennon Help Yourself - Münchener Freiheit Liebe auf den ersten Blick - Uwe Ochsenknecht Only One Woman |
| 73       | 1992 februarie 22  | Emden                       | - Götz George - Gunda Niemann - Mario Adorf - Linda Evans | - Matthias Reim Warum - Roland Kaiser Sag niemals nie - Yanni Reflections Of Passion - Peking Oper Peking Oper |
| 74       | 1992 martie 28     | Hof                         | - Senta Berger - Marcel Reich-Ranicki - Dieter Hallervorden - Pierre Cardin | - Marius Müller-Westernhagen Krieg - Chris de Burgh Separate Tables - Annie Lennox Why - Rosso Bianco The Day Of Revolution |
| 75       | 1992 mai 5         | Innsbruck                   | - Franz Vranitzky - Günther Jauch - Horst Tappert - Catherine Deneuve | - Howard Carpendale Mit viel, viel Herz - Emerson, Lake and Palmer Black Moon - Elton John The One |
| 76       | 1992 septembrie 26 | Bremerhaven                 | - Jürgen von der Lippe - Jürgen Möllemann - Franziska van Almsick - Dolph Lundgren | - Jürgen von der Lippe Comedian - Les Humphries Singers Mexico, Spirit Of Freedom - Mike Oldfield Tubular Bells |
| 77       | 1992 noiembrie 7   | Basel                       | - Hannelore Kohl - Armin Mueller-Stahl - Emil Steinberger - Lolita Morena und Lothar Matthäus | - David Hasselhoff Everybody Sunshine - Michael Bolton To Love Somebody - Nana Mouskouri Weiße Rosen aus Athen |
| 78       | 1992 decembrie 5   | Aschaffenburg               | - Diether Krebs - Hans-Dietrich Genscher - Michael Schumacher - Petra Schürmann | - Diether Krebs Martins ganz einsame Weihnachten - Marius Müller-Westernhagen Steh auf - Royal Philharmonic Orchestra No Son Of Mine - Great Empire |
| 79       | 1993 ianuarie 23   | Saarbrücken                 | - Caterina Valente - Katarina Witt - Uwe Ochsenknecht - Paul McCartney | - Paul McCartney Hope Of Deliverance - Roger Whittaker Tauch hinab in die Nacht - Londonbeat That’s How I Feel - Hape Kerkeling und Heinz Schenk Witzigkeit kennt keine Grenzen |
| 80       | 1993 martie 20     | Koblenz                     | - Karlheinz Böhm - Harald Juhnke - Sonja Kirchberger - Mel Gibson | - Rod Stewart Ruby Tuesday - Cliff Richard Peace In Our Time - Klaus Lage Endsieg des Ellenbogens |
| 81       | 1993 aprilie 17    | Innsbruck                   | - Christiane Hörbiger - Linda de Mol - Karl Dall - Frédéric von Anhalt und Zsa Zsa Gabor | - Montserrat Caballé Hijo De La Luna - Eros Ramazzotti Cose Della Vita - Janet Jackson That’s The Way Love Goes - Munich Symphonic Sound Orchestra Western Medley |
| 82       | 1993 septembrie 18 | Hof                         | - Karl-Heinz Riedle - Horst Buchholz - Eberhard Feik - Annemarie Wendl | - Caterina Valente Medley - Herbert Grönemeyer Land unter - Bee Gees Paying The Price Of Love |
| 83       | 1993 octombrie 23  | Emden                       | - Wolfgang Petersen - Udo Jürgens - Maria Hellwig - Bernd Eichinger | - Natalie Cole As Time Goes By - Udo Jürgens Was Dich nicht umbringt - Peter Maffay Ich fühl' wie Du |
| 84       | 1993 noiembrie 27  | Rostock                     | - Henry Maske - Montserrat Caballé - Witta Pohl - Phil Collins | - Tony Christie Solitaire - Uwe Ochsenknecht mit Udo Lindenberg und Nina Hagen Let The Sunshine In - Phil Collins Both Side Of The Story |
| 85       | 1994 ianuarie 15   | Linz                        | - Heinz Rühmann - Rainhard Fendrich - Floriane Eichhorn und Fritzi Eichhorn - Jeremy Irons | - Scorpions Under The Same Sun - Meat Loaf I’d Do Anything For Love - Rainhard Fendrich Brüder |
| 86       | 1994 martie 12     | Hof                         | - Franziska Schenk und Georg Hackl - Frank Elstner - Helge Schneider - Gaby Dohm | - Uwe Ochsenknecht Blue Water - Take That Relight My Fire, Babe - Pet Shop Boys I Wouldn’t Normally Do This Kind Of Thing |
| 87       | 1994 aprilie 16    | Saarbrücken                 | - O. W. Fischer - Pierre Richard - Britta Steilmann - Alfred Biolek | - Daredevils Basketball-Act - Mario Adorf Was ich an Dir mag - Huey Lewis & the News Somekind Of Wonderful |
| 88       | 1994 mai 28        | Hannover                    | - Paul Hogan - Roger Moore - Kathleen Turner - Ray Liotta - Karl Dall und Max Merkel | - Joe Cocker Summer In The City - Opus Live Is Life - Daryl Hall Gloryland - 4 Reeves und Deutsche Fußballnationalmannschaft Everyboy Is Going To The USA - Village People und Deutsche Fußballnationalmannschaft Far Away in America                                                                          |
| 89       | 1994 septembrie 17 | Köln                        | - Michael Schumacher - Naomi Campbell - Willy Millowitsch - Abi Tucker - Katarina Witt | - Marius Müller-Westernhagen Es geht mir gut - Mariah Carey Anytime You Need A Friend - Mariah Carey und Luther Vandross Endless Love |
| 90       | 1994 octombrie 29  | Duisburg                    | - Harald Juhnke - Raquel Welch - Roger Willemsen - Iris Berben - Tom Gerhardt | - Adriano Celentano Azzurro, Attraverso Me - Shirley MacLaine - Barry White Practice What You Preace |
| 91       | 1994 decembrie 10  | Basel                       | - Ornella Muti - Klaus Maria Brandauer - Montserrat Caballé - Johannes Heesters - Katja Riemann und Til Schweiger | - Suzi Quatro und X-Mas Allstars - Alan Williams - Chris Andrews - Montserrat Caballé |
| 92       | 1995 ianuarie 14   | Offenburg                   | - Uschi Glas und Günter Strack - Milly Carlucci - Ursula Andress - Mike Krüger - Veronica Ferres | - Jennifer Rush Tears In The Rain - Gianna Nannini Meravigliosa Creatura - Mike Krüger Comedian |
| 93       | 1995 februarie 18  | Ravensburg                  | - Wolfgang Joop - Christopher Lambert - Pierre Brice - Tom Jones | - Madonna Secret, Take A Bow - Pierre Brice Der große Traum - Tom Jones If I Only Knew |
| 94       | 1995 martie 18     | Bremerhaven                 | - Bud Spencer und Terence Hill - Henry Maske - Vanessa Mae - Dieter Thomas Heck | - Janet Jackson Whoops Now - Stevie Wonder For Your Love - Die Prinzen Schwein sein |
| 95       | 1995 aprilie 29    | Innsbruck                   | - Priscilla Presley - Götz George - José Carreras - Axel Schulz - Michael Lesch mit Bernd Herzsprung und Stephan Schwartz | - Rod Stewart You’re The Star - Elton John Believe - José Carreras Tu, Can Nun Chiagne - Al Bano und Romina Power Na Na Na |
| 96       | 1995 octombrie 7   | Emden                       | - Gabriela Sabatini - Olli Dittrich und Wigald Boning - Margarethe Schreinemakers - Richard Chamberlain - Kelly Family | - Simply Red Fairground - Die Doofen Mief (Nimm mich jetzt, auch wenn ich stinke) - Shaolin Mönche - Kelly Family First Time |
| 97       | 1995 noiembrie 4   | Duisburg                    | - Gerhard Schröder und Hiltrud Schröder - Andrew Lloyd Webber und Helen Schneider - Rüdiger Hoffmann - Arabella Kiesbauer | - Cirque du Soleil Saltimbanco - Michael Jackson Dangerous, Earth Song - Helen Schneider Ein gutes Jahr |
| 98       | 1995 decembrie 9   | Rostock                     | - Wolfgang Stumph - Waltraud Meier și Peter Seiffert - Cher - Otto Waalkes - Herbert Grönemeyer | - Vanessa Paradis - Cher Walking In Memphis - Otto Waalkes Comedian - Herbert Grönemeyer Halt mich |
| 99       | 1996 ianuarie 13   | Bremerhaven                 | - Dirk Bach - Mariah Carey - Inge Meysel - Olivia Newton-John - Dieter Wedel | - Mariah Carey Open Arms - Jennifer Rush Das Farbenspiel des Winds - DJ BoBo Freedom, Love Is The Price - Grease Medley |
| 100      | 1996 martie 30     | Düsseldorf                  | - Frank Elstner - Wolfgang Lippert - Milly Carlucci - Rolf Wouters - Take That | - Cliff Richard - Scorpions You And I - Meat Loaf Not A Dry Eye In The House - Peter Maffay Siehst du die Sonne - Take That How Deep Is Your Love, Back For Good |
| 101      | 1996 noiembrie 9   | Basel                       | - Tina Turner - Marius Müller-Westernhagen - Udo Jürgens - Backstreet Boys - Esther Schweins | - Tina Turner In Your Wildest Dreams - Marius Müller-Westernhagen - Udo Jürgens și Jocelyn B. Smith Never Give Up - Backstreet Boys Quit Playin’ Games - Pur Geweint vor Glück |
| 102      | 1996 decembrie 8   | Hannover                    | - Mihail Gorbaciov și Raisa Gorbaciova - Christiane Herzog - Phil Collins - Arnold Schwarzenegger - Henry Maske - Hugh Grant - Special-Guests: Jutta Wübbe als Marlene Jaschke, Olympia-Gold-Gewinner von 1996                              | - Sting I’m So Happy - Claudia Jung und Cliff Richard Mistletoe And Wine - Phil Collins Dance Into The Light - Schürzenjäger Homo Erectus - Andreas Bieber und Knabenchor Hildesheim mit dem Musical Joseph von Andrew Lloyd Webber Wie vom Traum verführt - Kelly Family Every Baby, One More Happy Christmas |
| 103      | 1997 ianuarie 18   | Böblingen                   | - Michael Douglas - Marianne und Michael - Joschka Fischer - Reinhard Mey - Veronica Ferres mit Gudrun Landgrebe und Heiner Lauterbach | - Eros Ramazzotti Dove C’e Musica - Art Garfunkel Bright Eyes - Spacedream Look To The Stars, Pyromaniac - Reinhard Mey Lilienthals Traum |
| 104      | 1997 februarie 22  | Münster                     | - Nina Hoss und Til Schweiger - David Bowie - Norbert Blüm - Gerd Dudenhöffer - Jerry Hall | - Bee Gees Alone - David Bowie Little Wonder - Stomp - Peter Maffay mit Jack Bruce, Ian Anderson, Jacques Champlan, Nick Carsho und Copesny als „People in Room Nr. 8“ Medley |
| 105      | 1997 martie 22     | Viena                       | - Christiane Hörbiger - Patrick Lindner - Spice Girls - Theo Waigel und Irene Epple-Waigel - Tobias Moretti - Roger Daltrey | - Supertramp You Win, I Lose - Riverdance Stepptanzshow - Spice Girls Mama - Jean Michel Jarre Oxygéne 8 - ’N Sync I Want You Back |
| 106      | 1997 noiembrie 8   | Leipzig                     | - Linda de Mol - David Hasselhoff - Iris Berben - Gunter Sachs und Mirja Sachs - Jon Bon Jovi | - Joe Cocker N’Oubliez Jamais - Die Prinzen mit Leipziger Thomanerchor und Orchester Musica Juventa Ganz oben - Aerosmith Pink - Mariah Carey Butterfly - Jon Bon Jovi Janie, Don’t Take Your Love To Town |
| 107      | 1997 decembrie 13  | Mannheim                    | - Nadja Auermann und Karl Lagerfeld - Johannes B. Kerner - Pierce Brosnan - Spice Girls - Steffi Graf - Gerhard Berger | - Die Schöne und das Biest Musical - Backstreet Boys As Long As You Love Me - Spice Girls Too Much - Janet Jackson Together Again - Elton John Recover Your Soul |
| 108      | 1998 ianuarie 24   | Bremen                      | - Günther Jauch - Kevin Kline - Mariele Millowitsch - Berti Vogts - Claudia Schiffer und Wolfgang Joop | - Fleetwood Mac Silver Springs - Mr. President și Münchener Freiheit Where Do I Belong - Anna Maria Kaufmann und Joey Tempest Running With A Dream - Genesis Shipwrecked |
| 109      | 1998 februarie 28  | Duisburg                    | - Jürgen von der Lippe - Madonna - Roberto Blanco cu Tony Marshall și Dieter Thomas Heck - Franziska Schenk cu Gunda Niemann-Stirnemann și Claudia Pechstein - Roman Polański                                                               | - Madonna Frozen - Status Quo Medley - Céline Dion My Heart Will Go On - Pur Der Dumme - Tanz der Vampire Musical |
| 110      | 1998 martie 28     | Frankfurt am Main           | - Harald Schmidt - René Kollo und Grace Bumbry - Hannelore Elsner - Gérard Depardieu - Karlheinz Böhm | - Wes Alane - Herbert Grönemeyer Bleibt alles anders - Badesalz Walter Sohl - Bryan Adams I’m Ready - Modern Talking Medley Nr. 1 Hits |
| 111      | 1998 octombrie 10  | Oldenburg                   | - Gloria Estefan - Ralf Schumacher și Michael Schumacher - Eros Ramazzotti und Michelle Hunziker - Ringo Starr - Jochen Busse - Götz George und Corinna Harfouch                                                                            | - Peter Maffay und Allstars Something Will Happen - Jochen Busse Brock - Gloria Estefan Oye - Eros Ramazzotti Piu Bella Cosa - Cliff Richard Can’t Keep This Feeling In, Lucky Lips, We Don’t Take Anymore, Some People - Ringo Starr La De Da                                                                 |
| 112      | 1998 noiembrie 7   | Linz                        | - Verona Feldbusch - Otto Waalkes - Mika Häkkinen - Heino und Hannelore von Auersperg - Howard Carpendale - Bette Midler | - Madonna The Power Of Goodbye - Simply Red To Be Free - Heino Medley - Ricky Martin La Bomba - Philharmonic Orchestra und Solisten No Face, Paint It back, Bright Eyes - Howard Carpendale Mit dir verschwend' ich meine Zeit                                                                                 |
| 113      | 1998 decembrie 5   | Erfurt                      | - Phil Collins - Harald Juhnke - Iris Berben - Lord Yehudi Menuhin - Johannes Heesters und Simone Rethel | - Marius Müller-Westernhagen Wieder hier - LeAnn Rimes How Do I Live - Phil Collins Medley - Litauisches Staatsorchester und Kausa-Chor - Wiener Sängerknaben und Joan Picens Stille Nacht - Johannes Heesters Ich werde hundert Jahre alt                                                                     |
| 114      | 1999 ianuarie 23   | Augsburg                    | - Sonja Kirchberger - Moritz Bleibtreu - Christiane Hörbiger - Udo Jürgens - Cher | - Wolfgang Petry Geil, geil, geil - Tang Bin Bin vom Chinesischen Staatscircus - Udo Jürgens Bring' ein Licht ins Dunkel - Rent Musical - Cher Believe, Strong Enough |
| 115      | 1999 februarie 20  | Münster                     | - Heidi Klum - Harald Schmidt - Helmut Dietl und Veronica Ferres - Peter Kraus - Gerhard Schröder | - Whitney Houston It’s Not Right, But It’s Okay - Bryan Adams und Melanie C When You’re Gone - Cirque du Soleil Quidam - Modern Talking You Are Not Alone - Tap Dogs Stepptanzshow |
| 116      | 1999 martie 20     | Saarbrücken                 | - Katarina Witt - Michael Schanze - Mike Krüger und Gaby Köster - Hermann Maier - Ivana Trump - Special-Guest: Michael Jackson | - Sasha We Can Leave The World - Alanis Morissette Joining You - Saturday Night Fever Medley - Neil Diamond Unchained Melody - Scorpions To Be Number One |
| 117      | 1999 iulie 17      | Palma de Mallorca           | - Frauke Ludowig mit Nina Ruge und Birgit Schrowange - Dirk Bach - Tyra Banks - Montserrat Caballé - Sophia Loren - Special-Guest: Verona Feldbusch                                                                                         | - Captain Jack und Gipsy Kings Get Up - Geri Halliwell Look At Me, Mi Chico Latino - Der Glöckner von Notre Dame Medley - Ricky Martin Livin’ La Vida Loca - Backstreet Boys Larger Than Life - Lou Bega Mambo No. 5                                                                                           |
| 118      | 1999 octombrie 16  | Dornbirn                    | - Vitali Klitschko und Wladimir Klitschko - Dieter Bohlen und Nadja Abd el Farrag - Stefan Raab - Elizabeth Hurley und Hugh Grant - Isabel Allende                                                                                          | - Joe Cocker Different Roads - Tom Jones und The Cardigans Burning Down The House - Burn The Floor Tanzshow - David Bowie Thursday’s Child - Donna Summer Medley |
| 119      | 1999 noiembrie 13  | Berlin                      | - Tina Turner - Bastian Pastewka - Laetitia Casta - Heinz-Harald Frentzen und Tanja Frentzen - Marius Müller-Westernhagen | - Tina Turner When The Heartache Is Over - Phil Collins Dir gehört mein Herz - Chris de Burgh A Woman’s Heart - Marius Müller-Westernhagen Durch deine Liebe - Céline Dion The First Time - Britney Spears Baby One More Time, Crazy                                                                           |
| 120      | 1999 decembrie 11  | Böblingen                   | - Nadja Auermann - Paul McCartney - Thomas Haas - Barbara Rudnik und Ben Becker - Andrea Bocelli | - Nigel Kennedy Czardas, Hummelflug - Paul McCartney No Other Baby - Robbie Williams She’s The One - Ricky Martin She’s All I Ever Had - Andrea Bocelli Canto Della Terra |
| 121      | 2000 ianuarie 29   | Leipzig                     | - Anke Engelke - Hannelore Hoger - Franz Beckenbauer - Naomi Campbell - Bill Gates - Special-Guest: Pamela Anderson | - Michael Flatley Feet Of Flames - Die Toten Hosen Unsterblich - Mariah Carey Thank God I Found You - Herbert Grönemeyer Da Da Da - Bryan Adams The Best Of Me |
| 122      | 2000 februarie 26  | Köln                        | - Ulla Kock am Brink - Katja Flint und Heino Ferch - Marcel Reich-Ranicki - Kai Pflaume - Will Smith | - André Rieu und Das Johann-Strauß-Orchester Czardasfürstin-Medley - Modern Talking China In Her Eyes - Stefan Raab Wadde hadde dudde da - Will Smith Freakin’ It, Will 2 K - The Corrs At Your Side - The King Medley                                                                                         |
| 123      | 2000 martie 25     | Duisburg                    | - Cindy Crawford - Otto Waalkes und Eva Hassmann - Dieter Pfaff - Ottmar Hitzfeld - Vivienne Westwood | - Peter Maffay Bis ans Ende der Welt - a-ha Summer Moved On - Sabrina Setlur und Xavier Naidoo Alles - Bon Jovi It’s My Life - All Saints Pure Shores |
| 124      | 2000 octombrie 14  | Hannover                    | - Heike Drechsler mit Isabell Werth und Nils Schumann - Michael Mittermeier - Heidi Klum und Marcus Schenkenberg - Mario Adorf - Rudi Völler                                                                                                | - Pur Herzbeben - Rednex Spirit Of The Hawk - Lara Fabian I Will Love Again - ’N Sync This I Promise You - Lionel Richie Angel |
| 125      | 2000 noiembrie 11  | Freiburg im Breisgau        | - Til Schweiger cu Gudrun Okras, Christel Peters și Elisabeth Scherer - Madonna - Gaby Köster und Marco Rima - Eva Herzigová - Ulrich Wickert                                                                                               | - Madonna Don’t Tell Me - Sasha Owner Of My Heart - Eros Ramazzotti Fuoco Nel Fuoco - Hans Klok Zaubershow Black Magic - Backstreet Boys Shape Of My Heart |
| 126      | 2000 decembrie 9   | Basel                       | - Manfred Krug - Thomas Borer und Shawne Fielding Borer - Hella von Sinnen - Karl Lagerfeld - Plácido Domingo mit José Carreras und Luciano Pavarotti                                                                                       | - Blast! Bolero - Jennifer Lopez My Love Don’t Cost A Thing - Marius Müller-Westernhagen Rosanna - Robbie Williams Supreme - Die drei Tenöre I’ll Be Home For Christmas |
| 127      | 2001 ianuarie 20   | Bremen                      | - Alfred Biolek - Sabrina Setlur - Diego Maradona und Lothar Matthäus - Stefan Raab - Maja Maranow und Florian Martens | - Riverdance Stepptanzshow - Chris de Burgh Medley - Rüdiger Hoffmann Der Geschlechtsverkehr - DJ BoBo und Irene Cara What A Feeling - Kylie Minogue Your Disco Needs You |
| 128      | 2001 februarie 17  | Göttingen                   | - Günther Jauch - Regina Halmich mit Daisy Lang und Fikriye Selen - David Copperfield - Michael Schumacher - Tony und Jill Curtis | - Tap Dogs Stepptanzshow - Peter Maffay Sonne in der Nacht, Josie, Du - Ronan Keating Addicted - Natalie Cole Livin’ For Love - Thomas Gottschalk und Die Besorgten Väter What Happened To Rock’n Roll |
| 129      | 2001 martie 17     | Dornbirn                    | 20 Jahre Wetten, dass..? (20.15-22.45 und 23.15-00.45) - Iris Berben - Olli Dittrich als Butsche Roni - Kevin Costner - Sir Peter Ustinov - Janet Jackson - Frank Elstner                                                                   | - Rod Stewart I Can’t Deny It - Brandy Norwood und Ray J Another Day In Paradise - Janet Jackson All For You - Bee Gees This Is Where I Came In - Modern Talking Win The Race - Michael Mittermeier Comedian - No Angels Daylight In Your Eyes                                                                 |
| 130      | 2001 octombrie 13  | Erfurt                      | - Jürgen von der Lippe - Franziska van Almsick und Stefan Kretzschmar - Christiane Hörbiger - Michael Herbig și Pierre Brice - David Beckham și Victoria Beckham                                                                            | - Cher The Music’s No Good Without You - R. Kelly I believe I Can Fly, If I Could Turn Back The Hands Of Time, The Storm Is Over Now - Andrea Bocelli Melodramma - Victoria Beckham I’m Not An Innocent Girl                                                                                                   |
| 131      | 2001 noiembrie 17  | Böblingen                   | - Carmen Nebel und Hansi Hinterseer - Jenny Elvers und Ariane Sommer - Inge Meysel - Oliver Kahn - Eddie Jordan | - Alicia Keys Fallin - André Rieu Morgenstimmung - No Angels und Donovan Atlantis - Sting Medley |
| 132      | 2001 decembrie 15  | Dresden                     | - Anke Engelke - Paul McCartney und Heather Mills - Vitali Klitschko und Wladimir Klitschko - Dieter Wedel mit Heike Makatsch und Heinz Hoenig - Maximilian Schell                                                                          | - Der König der Löwen Musical - Elton John This Train Don’t Stop There Anymore - Destiny’s Child Emotion - Robbie Williams Mack The Knife, Do Nothing Till You Hear From Me - Queen Esther Marrow and The Harlem Gospel Singers Medley                                                                         |
| 133      | 2002 ianuarie 26   | Braunschweig                | - Ottfried Fischer - Claudia Schiffer und Boris Becker - Johannes B. Kerner - Sven Hannawald - Anastacia | - Sarah Connor From Sarah With Love - Mick Jagger Visions Of Paradise - Oh! What A Night Musical - Westlife World Of Our Own - Anastacia One Day In Your Life |
| 134      | 2002 martie 2      | Leipzig                     | - Evi Sachenbacher cu Sylke Otto, Anni Friesinger și Simon Ammann - Gérard Depardieu - Kaya Yanar - Corinna May und Ralph Siegel - Dustin Hoffman                                                                                           | - Miami Nights Musical - Shakira Whenever, Whereever - Lenny Kravitz Stillness Of Heart - Enrique Iglesias Hero, If The World Crashes Down, Escape |
| 135      | 2002 martie 23     | München                     | - Jutta Speidel - Stefan Effenberg - Britney Spears - Rod Stewart - Armin Mueller-Stahl | - Joe Cocker You Can Have My Heart - Britney Spears I’m Not A Girl, Not Yet A Woman - Rod Stewart Baby Jane, Rythm Of My heart, Sailing - Sultans Of The Dance Musical - Céline Dion A New Day Has Come |
| 136      | 2002 iulie 6       | Paris                       | - Laetitia Casta und Alain Delon - Mario Adorf - Barbara Becker - Catherine Deneuve | - Stuntshow Spectacular des Teams Disneyland - Bryan Adams und Hans Zimmer Here I Am - Alizée Moi… Lolita - Bryan Ferry One Way Love - Havanna Nights Musical |
| 137      | 2002 octombrie 5   | Kiel                        | - Mike Krüger - Maria Furtwängler und Hubert Burda - Cindy Crawford - Michael Ballack - Dieter Bohlen | - Peter Maffay und Tabaluga Das verschenkte Glück - Shania Twain I’m Gonna Getcha Good - Hans-Hermann Thielke Comedian - Natural Will It Ever - David Bowie Everyone Says Hi - Las Ketchup The Ketchup Song (Asereje)                                                                                          |
| 138      | 2002 noiembrie 9   | Düsseldorf                  | - Karl Lagerfeld - Michelle Hunziker - Ben Becker und Otto Sander - Jon Bon Jovi - Doris Schröder-Köpf - Special-Guest: Björn Ulvaeus | - Mamma Mia! Musical - Pink Just Like A Pill - Michael Mittermeier Comedian - Bon Jovi Misunderstood - Herbert Grönemeyer Der Weg |
| 139      | 2002 decembrie 7   | Viena                       | - Anke Engelke - Rainhard Fendrich - Michael Schumacher - Hannelore Elsner - Robbie Williams | - Phil Collins Can’t Stop Loving You - Shakira Objection - Carlos Santana und Michelle Branch The Game Of Love - Robbie Williams Feel - Lionel Richie Angel, Hello, Dancing On The Ceiling, All Night Long |
| 140      | 2003 ianuarie 25   | Böblingen                   | - Barbara Schöneberger - Leonardo DiCaprio mit Tom Hanks und Steven Spielberg - Senta Berger - Hugh Grant - Dieter Thomas Heck | - Meat Loaf Did I Say That - Faith Hill When The Lights Go Down - Tom Jones I Who Have Nothing - Christina Aguilera Beautiful - Dieter Bohlen und Deutschland sucht den Superstar We Have A Dream |
| 141      | 2003 februarie 22  | Berlin                      | - Jennifer Lopez - Hermann Maier - Stefan Raab - Peter Falk - Brigitte Mira | - Titanic Musical - Craig David Hidden Agenda - Ingo Appelt Comedian - Vanessa Amorosi True To Yourself - Bangles Egyptian, Manic Monday, Something That You Said |
| 142      | 2003 martie 22     | Luzern                      | - Udo Jürgens - Geraldine Chaplin und Oona Chaplin - Katharina Böhm und Armin Rohde - Rudi Völler - Rowan Atkinson | - Udo Jürgens und Orchester Pepe Lienhard Ein Bote aus besseren Welten - t.A.T.u. All The Things She Said - Dixie Chicks Landslide - Andrea Bocelli I Believe |
| 143      | 2003 octombrie 4   | Karlsruhe                   | - No Angels - Jürgen Prochnow - Faye Dunaway und Andie MacDowell - Rudi Carrell - Dieter Bohlen und Estefania Küster | - Aida Musical - Nickelback Someday - Eros Ramazzotti Un Attimo Di Pace - Seal Love’s Divine - Allstars der Deutschen Stimme 2003 Diese Nacht |
| 144      | 2003 noiembrie 8   | Graz                        | - Boris Becker - Christiane Hörbiger und Götz George - Naomi Campbell und Valerie Campbell - Justin Timberlake - Herbert Grönemeyer | - Simply Red You Make Me Feel Brand New - Sarah Connor und Naturally 7 Music Is The Key - Justin Timberlake Senorita - Luciano Pavarotti Il Canto |
| 145      | 2003 decembrie 6   | Freiburg im Breisgau        | - Katarina Witt - Elijah Wood - Peter Lohmeyer und Louis Klamroth - Ozzy Osbourne und Kelly Osbourne - Johannes Heesters und Simone Rethel                                                                                                  | - 42nd Street Musical - Kylie Minogue Slow - Ozzy Osbourne und Kelly Osbourne Changes - Johannes Heesters Ich werde hundert Jahre alt |
| 146      | 2004 ianuarie 24   | Bremen                      | - Hape Kerkeling - Veronica Ferres - Chris de Burgh und Rosanna Davison - Heino Ferch - Carmen Nebel | - Reamonn und Deutsche Kammerphilharmonie Bremen Alright - Westlife Mandy - Ronan Keating She Believes In Me |
| 147      | 2004 februarie 28  | Klagenfurt                  | - Wolfgang Stumph - Hilde Gerg und Stephan Eberharter - Claudia Schiffer - Jessica Schwarz und Daniel Brühl - Alicia Keys | - Stomp - Josh Groban Caruso - Limp Bizkit Behind Blue Eyes - Alicia Keys You Don’t Know My Name |
| 148      | 2004 martie 27     | Basel                       | - Günther Jauch - Franz Beckenbauer - Charlize Theron - Gerhard Polt - Horst Tappert und Fritz Wepper | - Anastacia Left Outside Alone - José Carreras Passione - Norah Jones Sunrise - George Michael Amazing |
| 149      | 2004 iulie 3       | Berlin                      | - Michael Herbig - Nadja Auermann - Dirk Nowitzki - John Cleese - Special-Guests: Mike Krüger, Rudi Völler | - Alanis Morissette Out Is Through - Pandoras Legend Medley - Stefan Raab feat. Spuck, Kork und Schrotty Space Taxi - Lionel Richie Long Long Way To Go - Rosenstolz Liebe ist alles - O-Zone Dragostea Din Tei                                                                                                |
| 150      | 2004 octombrie 2   | Berlin                      | - Otto Waalkes - Alexandra Maria Lara - Udo Jürgens - Michael Mittermeier - Sophia Loren | - Joe Cocker One - Yvonne Catterfeld Sag mir (Was meinst du) - Michael Mittermeier Comedian - Shania Twain și Billy Currington Party for Two - Die Fantastischen Vier Troy |
| 151      | 2004 noiembrie 13  | Leipzig                     | - Franz Beckenbauer și Pelé - Angelina Jolie și Colin Farrell - Ottfried Fischer și Ruth Drexel - Kai Pflaume - Renée Zellweger | - Tina Turner Open Arms - Seal Walk On By - Elton John All that I’m allowed - Dieter Nuhr Comedian - Destiny’s Child Lose My Breath |
| 152      | 2004 decembrie 11  | Nürnberg                    | - Iris Berben - Sarah Biasini - Marianne und Michael - Roger Federer - Jackie Chan | - We Will Rock You feat. Brian May und Roger Taylor Medley - Kylie Minogue I Believe In You - Robbie Williams Misunderstood - Anna Netrebko O Mio Babbino Caro - Willy Astor Comedian |
| 153      | 2005 ianuarie 22   | Hannover                    | - Hella von Sinnen und Hugo Egon Balder - Gérard Depardieu - Marie-Luise Marjan - Moritz Bleibtreu und Uwe Ochsenknecht - Andrew Lloyd Webber und Plácido Domingo                                                                           | - Marianne Rosenberg Medley - The Corrs Long Night - Joss Stone You Had Me - Plácido Domingo Granada |
| 154      | 2005 februarie 19  | Erfurt                      | - Evelyn Hamann - Will Smith mit Kevin James und Eva Mendes - Reiner Calmund - Marius Müller-Westernhagen - Jennifer Lopez | - Avril Lavigne Nobody’s Home - Andrea Bocelli Un Nuovo Giorno - Marius Müller-Westernhagen Eins - Jennifer Lopez Get Right |
| 155      | 2005 martie 19     | Berlin                      | - Heidi Klum - Franziska van Almsick - Klaus J. Behrendt und Robert Atzorn - Oliver Bierhoff - Cate Blanchett | - Bryan Adams Room Service - Michael Bublé Feeling Good - 3 Doors Down Let Me Go - Mariah Carey It’s Like That |
| 156      | 2005 mai 15        | Aspendos                    | - Heiner und Viktoria Lauterbach - Kimi Räikkönen - Peter Maffay - Ralf Möller - Erkan und Stefan - Special-Guest: Paris Hilton | - Shakira und Alejandro Sanz La Tortura - Peter Maffay Halt dich an mir fest - Il Divo Regressa A Mi - Mustafa Sandal feat. Gentleman Isyankar - K-Maro Femme Like You, Crazy |
| 157      | 2005 octombrie 1   | Dresden                     | - Montserrat Caballé - Catherine Zeta-Jones und Antonio Banderas - Heike Makatsch und Jürgen Vogel - Lukas Podolski und Bastian Schweinsteiger - Gabriele Inaara Begum Aga Khan                                                             | - Backstreet Boys Just Want You To Know - Udo Jürgens Jetzt oder nie - Melanie C The First Day Of My Life - Simply Red Perfect Love - Royal Philharmonic Orchestra Orpheus in der Unterwelt |
| 158      | 2005 noiembrie 5   | Mannheim                    | - Mario Adorf - Diane Kruger și Benno Fürmann - Cameron Diaz și Toni Collette - Gunther și Mirja Sachs - Shakira | - Green Day Wake Me Up - Madonna Hung Up - Anna Netrebko și Rolando Villazón Libiano (La Traviata) - Shakira Don’t Bother - Carlos Santana și Walt Lafty Just Feel Better |
| 159      | 2005 decembrie 10  | Düsseldorf                  | - Gaby Köster și Atze Schröder - 50 Cent - Ben Kingsley și Barney Clark - Günter Netzer - Jacqueline Bisset | - Atze Schröder Comedian - Wir sind Helden Von hier an blind - Robbie Williams Advertising Space - Anne-Sophie Mutter Mozart: Konzert für Violine und Orchester - Il Divo O Holy Night |
| 160      | 2006 ianuarie 28   | Salzburg                    | - Ralf Schumacher și Cora Schumacher - Fiona Pacifico Griffini-Grasser und Karl-Heinz Grasser - Boris Becker - Friedrich von Thun und Jan Josef Liefers - Cecilia Bartoli                                                                   | - James Blunt High - Anastacia und Eros Ramazzotti I Belong To You - Sugababes Push The Button - Depeche Mode Precious |
| 161      | 2006 martie 4      | Frankfurt am Main           | 25 Jahre Wetten, dass..? - Claus Theo Gärtner - Kati Wilhelm und André Lange - Veronica Ferres und John Malkovich - Eva Padberg und Roberto Cavalli - Felicitas Woll und Heiner Lauterbach - Special-Guest: Michael Greis                   | - Texas Lightning No No Never - Thomas Anders Songs That Live Forever - Vicky Leandros Don’t Break My Heart - Katie Melua Nine Million Bicycles - Sasha I’m Alive - Kelly Clarkson Because Of You |
| 162      | 2006 aprilie 1     | Halle                       | - Michelle Hunziker - Tom Cruise - Armin Rohde - Roberto Benigni - Suzanne von Borsody și Wolfgang Stumph | - Juanes A Dios Le Pido - Toto Africa, Bottom Of Your Soul - Yamato - Tokio Hotel Rette Mich - Jessye Norman Somewhere |
| 163      | 2006 septembrie 30 | Karlsruhe                   | - Veronica Ferres și Luka Kumi - Kevin Costner și Ashton Kutcher - Barbara Auer mit Karin Dor und Katja Riemann - Sönke Wortmann und Oliver Kahn - Lang Lang                                                                                | - Pussycat Dolls Sway - Bharati Musical - Julio Iglesias Everybody’s Talking - Pink U + Ur Hand - Lang Lang |
| 164      | 2006 noiembrie 4   | Düsseldorf                  | - Claudia Schiffer - Hape Kerkeling als Horst Schlämmer - Alfred Biolek - Katja Flint - Rod Stewart | - Scissor Sisters I Don’t Feel Like Dancing - Justin Timberlake My Love - Xavier Naidoo Was wir alleine nicht schaffen - Rod Stewart Have You Ever Seen The Rain, Heartache, Still The Same |
| 165      | 2006 decembrie 9   | Bremen                      | - Cosma Shiva Hagen und Otto Waalkes - Iris Berben und Robert Atzorn - Linda de Mol - Denzel Washington - Helge Schneider | - The Ten Tenors Just To See Each Other Again - Nickelback If Everyone Cared - Yusuf Islam Heaven (Where True Love Goes) - Christina Aguilera Hurt - Daddy Cool Musical |
| 166      | 2007 ianuarie 20   | Friedrichshafen             | - Maria Furtwängler - Beyoncé Knowles - Nina Ruge - Bill Kaulitz - Peter Maffay | - Beyoncé Knowles Listen - Zucchero Occhi - Yvonne Catterfeld Neben dir - Urban Priol Comedian - Keith Urban Once In A Lifetime - Take That Back For Good, Reach Out - Peter Maffay & Projekt Begegnungen Children Of The World                                                                                |
| 167      | 2007 martie 3      | Dortmund                    | - Florian Henckel von Donnersmarck mit Sebastian Koch und Sophie von Kessel - Rolando Villazón - Bastian Pastewka und Joachim Fuchsberger - Christine Neubauer und Susanne Fröhlich - Lionel Richie                                         | - Nelly Furtado Say It Right - Rolando Villazón No Puede Ser - Christina Stürmer Scherbenmeer - Herbert Grönemeyer Ein Stück vom Himmel - Lionel Richie I Call It Love, Reason To Believe |
| 168      | 2007 martie 31     | Freiburg im Breisgau        | - Joachim Löw und Heiner Brand - Christoph Maria Herbst - Rowan Atkinson - Natalia Wörner - John Travolta mit Ray Liotta und Tim Allen - Special-Guests: Christine Neubauer, Susanne Fröhlich                                               | - Melanie C The Moment You Believe - John Legend Save Room - Joe Cocker Hymn To My Soul - Silbermond Das Ende vom Kreis - De Höhner Wenn nicht jetzt, wann dann |
| 169      | 2007 iunie 23      | Palma de Mallorca           | - Regina Halmich und Henry Maske - Enrique Iglesias - Dieter Bohlen und Mark Medlock - Barbara Schöneberger und Roberto Blanco - Elizabeth Hurley - Special-Guests: Lena Gercke, Barbara Meier                                              | - Enrique Iglesias Do You Know - Mark Medlock mit Dieter Bohlen You Can Get It - Die Fantastischen Vier Einfach sein - Bon Jovi (You Want To) Make A Memory - David Bisbal Silencio - Kool & The Gang Ladies Night, Get Down On It, Celebration                                                                |
| 170      | 2007 octombrie 6   | Basel (St. Jakobshalle)     | - Michael Herbig - Jennifer Garner und Jamie Foxx - Birgit Prinz und Nadine Angerer - Vitali Klitschko und Wladimir Klitschko - Paola und Kurt Felix - Suzanne von Borsody und Michael Mendl                                                | - Avril Lavigne When You’re Gone - Melissa Etheridge Message To Myself - Sunrise Avenue Fairytale Gone Bad |
| 171      | 2007 noiembrie 10  | Leipzig (Leipziger Messe)   | - Inka Bause - Boris Becker - Alice Schwarzer - Martina Gedeck und Heino Ferch - Céline Dion | - Michael Bublé Lost - Rihanna Don’t Stop The Music - Michael Mittermeier Comedian - Céline Dion Taking Chances |
| 172      | 2007 decembrie 8   | Graz (Stadthalle Graz)      | - Sarah Wiener mit Horst Lichter und Johann Lafer - Nicolas Cage - Nora Tschirner und Til Schweiger - Piet Klocke - Renée Zellweger und Jerry Seinfeld                                                                                      | - Wicked – Die Hexen von Oz Musical - Mika Relax (Take It Easy) - Piet Klocke Comedian - Kylie Minogue Two Hearts |
| 173      | 2008 ianuarie 26   | Salzburg (Salzburgarena)    | - Mario Adorf und Ben Becker - Stefan Raab - Gérard Depardieu - Christiane Hörbiger - Sylvester Stallone - Special-Guests: Felix Sturm, Til Schweiger                                                                                       | - Seal Amazing - Udo Jürgens Tanz auf dem Vulkan - OneRepublic Apologize - Swan Lake – Artisten vom Chinesischen Nationalzirkus Tanzshow |
| 174      | 2008 martie 1      | Halle (Saale) (HALLE MESSE) | - Armin Rohde und Anja Kling - Cecilia Bartoli - Sasha - Nico Rosberg - Kai Wiesinger und Heiner Lauterbach | - Earth, Wind and Fire Medley - Leona Lewis Bleeding Love - Dieter Nuhr Comedian - Lenny Kravitz I’ll Be Waiting |
| 175      | 2008 martie 29     | Erfurt (Messe Erfurt)       | - Magdalena Neuner mit Kati Wilhelm und Andrea Henkel - Jimi Blue und Wilson Gonzalez Ochsenknecht - Rolando Villazón - Kurt Krömer - Paris Hilton - Oliver Kahn                                                                            | - R.E.M. Supernatural Superserious - Rolando Villazón Io Conosco Un Giardino - Udo Lindenberg Wenn du durchhängst - Kurt Krömer Comedian - Buddha mit 1000 Händen Tanzshow |
| 176      | 2008 octombrie 4   | Nürnberg                    | - Sylvie van der Vaart - Karl Lagerfeld - Pater Karl und Pater Philipp - Salma Hayek - Michael Herbig und Franz Xaver Kroetz - Special-Guests: Sebastian Vettel, Felix Neureuther                                                           | - Carla Bruni L’amoureuse - Foreigner Medley - Gabriella Cilmi Sweet About Me - Atze Schröder Comedian - Söhne Mannheims Das hat die Welt noch nicht gesehen |
| 177      | 2008 noiembrie 8   | Berlin                      | - Günther Jauch - Matthias Steiner - Anke Engelke und Ulrike Kriener - Uma Thurman - Jamie Oliver - Special-Guest: Magdalena Brzeska | - Kid Rock All Summer Long - Alicia Keys Super Woman - Simply Red Medley - Pink So What |
| 178      | 2008 decembrie 13  | Stuttgart                   | - Nicole Kidman und Hugh Jackman - Til Schweiger und Rick Kavanian - Ursula von der Leyen - Lewis Hamilton und Norbert Haug - Alexandra Neldel - Special-Guest: Thomas Hitzlsperger                                                         | - Johannes Heesters 's ist einmal im Leben so - Anastacia I Can Feel You - Herbert Grönemeyer Glück - Pussycat Dolls I Hate This Part - Tom Jones If He Should Ever Leave You |
| 179      | 2009 ianuarie 24   | Offenburg                   | - Jörg Pilawa - Tom Cruise und Christian Berkel - Jerry Hall und Toni Garrn - Désirée Nick - Michael Mittermeier | - Der Schuh des Manitu Musical - Coldplay Viva la Vida - Peter Maffay Verlier sie nicht - Michael Mittermeier Comedian - Seal It’s a Man’s Man’s Man’s World |
| 180      | 2009 februarie 28  | Düsseldorf                  | - Jennifer Aniston und Owen Wilson - Jochen Alexander Freydank - Boris Becker und Lilly Kerssenberg - Andrea Sawatzki und Heino Ferch - Heike Makatsch                                                                                      | - Reamonn Million Miles - Duffy Rain on your Parade - Uschi Blum Sklavin der Liebe - Oasis I’m Outta Time |
| 181      | 2009 martie 21     | München                     | - Mario Barth - Kevin James - Iris Berben - Rolando Villazón - Franck Ribéry - Special-Guest: Matze Knop | - Mando Diao Dance With Somebody - Take That The Garden - Rolando Villazón Ciel e terra armi di sdegno - Spamalot Musical |
| 182      | 2009 iunie 13      | Palma de Mallorca           | - Michelle Hunziker - Otto Waalkes - Plácido Domingo - Sara Nuru - Wayne Carpendale und Hardy Krüger jr. - Ralf Möller | - Pasión de Buena Vista - Rain A Tribute to the Beatles - Ashley Tisdale It’s Alright, It’s OK - Simple Minds Stars will lead the way, Don’t you (Forget about me) |
| 183      | 2009 octombrie 3   | Freiburg im Breisgau        | - Michael Herbig und Jonas Hämmerle - Veronica Ferres und Marga Spiegel - Stephanie zu Guttenberg und Karl-Theodor zu Guttenberg - Sebastian Koch - Oliver Pocher - Special-Guest: Jens Voigt                                               | - Dinosaurier – Im Reich der Giganten Bühnenshow - Tokio Hotel Automatisch - Whitney Houston I Look to You - Nelly Furtado Manos al aire - Oliver Pocher Comedian |
| 184      | 2009 noiembrie 7   | Braunschweig                | - Harald Schmidt und Wolfgang Rademann - Sebastian Vettel und Nazan Eckes - David Garrett - John Cusack und Roland Emmerich - Elisabeth Prinzessin von Thurn und Taxis - Special-Guest: Lady Gaga                                           | - The Black Eyed Peas I Gotta Feeling - Robbie Williams Bodies - Spandau Ballet Medley |
| 185      | 2009 decembrie 5   | Bremen                      | - Wolfgang Stumph und Stephanie Stumph - Hugh Grant - Wolfgang und Anneliese - Til Schweiger und Nora Tschirner - Uwe Ochsenknecht | - Michael Bublé Cry Me a River - Leona Lewis Happy - Hairspray Musical |
| 186      | 2010 ianuarie 23   | Friedrichshafen             | - Heidi Klum - Mario Gómez - Hilary Swank - Simone Thomalla - Oliver Welke und Martina Hill - Special-Guests: Sylke Otto, Qualid Ladraa | - Bon Jovi Superman Tonight - Ich + Ich Einer von Zweien - Eros Ramazzotti Medley |
| 187      | 2010 februarie 27  | Erfurt                      | - Inka Bause - Matthias Schweighöfer - Sophia Loren - Kevin Costner - Wladimir Klitschko | - Pet Shop Boys Medley - Jan Delay Disko - Kiss Say Yeah, I Was Made for Lovin' You - Kevin Costner & Modern West Let Me Be The One |
| 188      | 2010 martie 27     | Salzburg                    | - Hansi Hinterseer - Maria Riesch - Stefan Raab - Anna Netrebko - Emma Thompson - Special-Guests: Jelena Baschkirowa, Andrew Lloyd Webber                                                                                                   | - Shakira Gypsy - Lena Meyer-Landrut Satellite - Gossip Heavy Cross - Scorpions & Tarja Turunen The Good Die Young - Thomas Gottschalk & Michelle Hunziker (mit Andrew Lloyd Webber) All I Ask of You |
| 189      | 2010 mai 23        | Palma de Mallorca           | - Michael Ballack - Dieter Bohlen - Nicole Richie und Lionel Richie - Cindy aus Marzahn - Rick Kavanian - Franziska van Almsick und Jo-Ann Strauss - Special-Guests: Horst Lichter, Pauline Afaja                                           | - K'naan feat. David Bisbal Wavin’ Flag - Amy Macdonald Don’t Tell Me That It’s Over - Lionel Richie Medley - Jeff Beck feat. Joss Stone I Put a Spell on You - Peter Maffay Medley - Mehrzad Marashi feat. Mark Medlock Sweat (A La La La La Long)                                                            |
| 190      | 2010 octombrie 2   | München                     | - Michael Mittermeier und Bülent Ceylan - Katy Perry - Christine Neubauer - Arjen Robben - Milla Jovovich | - Katy Perry Teenage Dream - Scissor Sisters Fire with Fire - Joe Cocker Hard Knocks |
| 191      | 2010 noiembrie 6   | Hannover                    | - Matthias Schweighöfer și Lena - Natalia și Vitali Klitschko - Thomas D și Smudo - Denzel Washington - Miley Cyrus - Atze Schröder - Special-Guest: Nickolas Schäufelin                                                                    | - Die Fantastischen Vier Danke - Miley Cyrus Who Owns My Heart - Blue Man Group Bühnenshow - James Blunt Stay the Night |
| 192      | 2010 decembrie 4   | Düsseldorf                  | - Otto Waalkes und Sara Nuru - Special-Guest: Kat Von D Die Sendung wurde wegen eines Unfalls, nach der ersten Wette abgebrochen. Geplant waren: - Alexandra Maria Lara - Hardy Krüger - Cameron Diaz, Christoph Waltz și Seth Rogen - Cher | Die Sendung wurde wegen eines Unfalls, nach der ersten Wette abgebrochen. Geplant waren: - Justin Bieber Somebody to Love - Take That The Flood - Phil Collins Going Back - Robbie Williams Feel |
| 193      | 2011 februarie 12  | Halle                       | | |
| 194      | 2011 martie 19     | Augsburg                    | | |
| 195      | 2011 aprilie 30    | Offenburg                   | | |
| 196      | 2011 iunie 18      | Palma de Mallorca           | | |